# Kalan Reed
Kalan Ascher Reed (Dallas, 29 dicembre 1993) è un giocatore di football americano statunitense che milita nel ruolo di cornerback i Seattle Seahawks della National Football League (NFL). Fu Mr. Irrelevant nel 2016 quando i Tennessee Titans lo scelsero come ultima scelta del Draft NFL 2016. Al college ha giocato a football per i Southern Miss Golden Eagles.

## Carriera professionistica

### Tennessee Titans
Al college, Reed giocò a football alla Southern Mississippi University dal 2012 al 2015. Fu scelto nel corso del settimo giro con la 253ª e ultima chiamata del Draft NFL 2016 dai Tennessee Titans, che lo rese l'annuale "Mr. Irrelevant", il titolo riservato all'ultimo giocatore scelto nel draft. Debuttò come professionista subentrando nella gara del 14º turno vinta contro i Denver Broncos. Nel penultimo turno mise a segno i primi due tackle contro i Jacksonville Jaguars.
Il 20 agosto 2018 Reed fu inserito in lista infortunati per una frattura a un piede.